# Вајнфелден
Вајнфелден (фр. Weinfelden, итал. Weinfelden) је град у североисточној Швајцарској. Вајнфелден се налази у оквиру кантона Тургау, где је седиште истоименог округа Вајнфелден.

## Природне одлике
Вајнфелден се налази у североисточном делу Швајцарске. Од најближег већег града, Цириха град је удаљен 60 км источно.
Рељеф: Вајнфелден је смештен брежуљкастом подручју. Надморска висина насеља је око 430 метара.
Клима: Клима у Вајнфелдену је умерено континентална.
Воде: Вајнфелден је смештен на реци Тур.

## Историја
Подручје Вајнфелдена било је насељено у време праисторије, а у доба Старог Рима оно се налазило у северном делу царства. Ту је постојало мост.
Први помен назива данашњег града везује се за годину 838. 

## Становништво
2010. године Вајнфелден је имао преко 10.000 становника. Од тог броја страни држављани чине 19,9%.
Језик: Швајцарски Немци чине традиционално становништво Вајнфелдена и немачки језик је званични у граду и кантону. Међутим, градско становништво је током протеклих неколико деценија постало веома шаролико, па се на улицама Вајнфелдена чују бројни други језици. Тако данас немачки говори 86,7% градског становништва, а прате га италијански (3,2%) и албански језик (2,4%).
Вероисповест: Месни Немци су у 16. веку прихватили протестантизам. Међутим, последњих деценија у граду се знатно повећао удео других вера, посебно римокатолика. Тако су данас протестанти у релативној већини (45,2%) значајни су и римокатолици (32,6%), а затим следе муслимани (6,3%) и атеисти (5,7%).

## Галерија слика
- Градска кућа Вајнфелдена
- Вајнфелденски замак
- Протестантска црква
- Римокатоличка црква